# Vila Santa Isabel (bairro de São Paulo)
Vila Santa Isabel, é um bairro no distrito de Carrão, na cidade de São Paulo.

## História
Fundado em 1943, o bairro é delimitado entre as ruas Xiririca, Taubaté, Osvaldo Arouca e Lutécia. Destaca-se pela sua imponente Igreja que deu origen ao bairro. O Santuário da Rainha Santa Isabel é uma das maiores igrejas da América Latina. Está localizada na Alameda Rainha Santa, 322. 
Fosse nos dias de hoje, ninguém acreditaria que um padre, uma mulher e um político são os personagens principais de uma história que começou há mais de 70 anos. Monsenhor Ciro Turino, Dona Maria Pernambucana e o deputado Norberto Mayer foram os responsáveis pelo desenvolvimento da Vila Santa Isabel que nasceu, segundo seus antigos moradores, muitos com a idade do bairro, da Fazenda dos Eucaliptos, em 5 de agosto de 1931. O passado não está só na memória dos primeiros habitantes, mas, com um pouco de conversa e algumas voltas pelas poucas ruas que compõem a Vila, é possível perceber nas construções antigas, no comércio e nas próprias pessoas, um ar de cidade do interior.
“Quando cheguei aqui, em 1950, não tínhamos asfalto, esgoto, luz… Descia a pé até o Carrão para pegar o ônibus, e ir para a Av. Celso Garcia e pegar o bonde para chegar no trabalho, no Largo da Concórdia. Quando veio a água encanada foi a coisa mais linda, pena eu não ter registrado na época”, diz o fotógrafo Wilson Simão, 74 anos.
No início, muitas ruas eram com números e poucas identificadas com nome. A rua 54 passou a ser chamada de Boturussú (com o erro gráfico de acentuação), rua Frutal do Campo (hoje alameda Rainha Santa). As demais ruas ainda eram de terra batida.
Bairro pobre, com muitas dificuldades de água, esgoto, calçamento, asfalto e luz, só melhorou com a chegada do Monselhor Ciro Turino, que trouxe consigo o político Norberto Mayer que fez muitas melhorias no local. “Ele deu um grande impulso para o desenvolvimento da Vila”, confirma Simão. Outra figura que se destaca como protagonista para o crescimento do bairro foi Maria Neto Ribeiro (a Dona Maria Pernambucana), que influenciou até na mudança do local de construção da Igreja, pois queria valorizar seus lotes.
O pequeno pólo comercial ainda permanece conhecido como o bar do Sr. José, a farmácia do Franco, a venda do Sr. Agostinho e assim por diante. São estas e outras características que nos fazem considerar a Vila Santa Isabel um bairro com jeito de cidade do interior. Aquele em que todos se conhecem, se cumprimentam, vivem as mesmas dificuldades e compartilham das mesmas alegrias: “Hoje, a Vila pode ser considerada totalmente residencial, o ar é bom, os moradores, em sua maioria, são antigos e as casas são familiares, pois passaram de geração para geração. Claro, que temos muitas carências, principalmente, na saúde e no transporte”, exalta Simão.
O bairro chegou a ter um progresso superior a seus bairros vizinhos, a Vila Formosa e a Vila Carrão, com delegacia de polícia, agência dos Correios, sala de cinema, posto de saúde, escolas e ruas asfaltadas.
A Vila revelou muitos talentos musicais, como o cantor e compositor Carlos Cezar, além de poetas e artistas plásticos que surgiram com os grandes tapetes de serragem, tampinhas, grãos e flores que durante muitos anos trouxeram ao bairro uma imensidão de pessoas para apreciar as verdadeiras obras de arte que eram feitas na rua. Estes tapetes foram um incentivo do Monsenhor que confeccionou o primeiro dentro da capela.
Foi na Vila Santa Isabel onde foi fundado o Grêmio Recreativo Escola de Samba Acadêmicos do Tatuapé, originalmente chamado de Escola de Samba Unidos da Vila Santa Isabel.

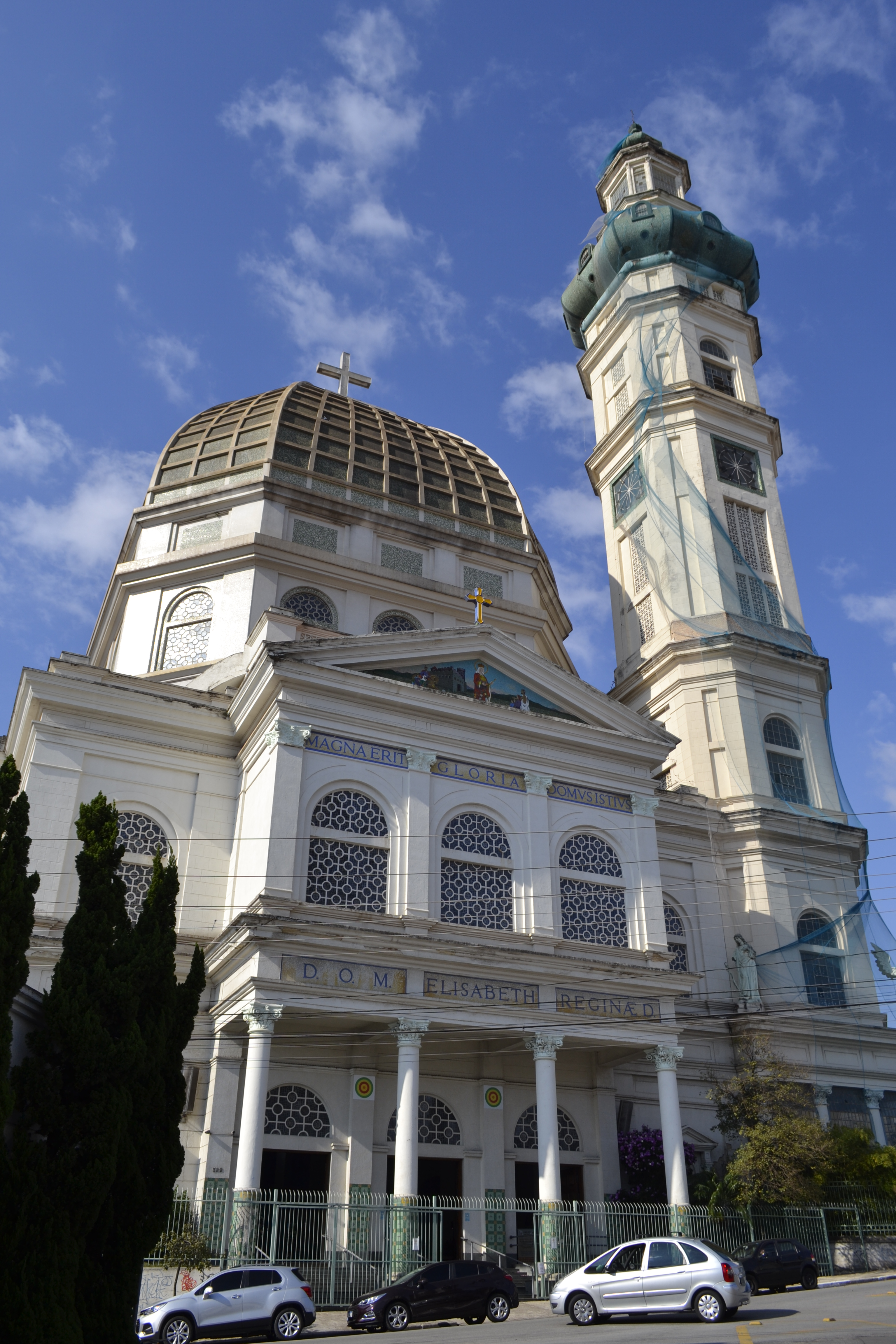
Paróquia Santa Isabel Rainha, 2023

A grande torre do Santuário de Santa Isabel atraía muitas pessoas e tornou o bairro conhecido: “Você a vê de São Bernardo, Santo André, Via Dutra. Ela tem 103 metros de altura”, revela Simão.
Monsenhor, com o conhecimento que tinha nos meios de comunicação, com as campanhas que inventava, as festas e quermesses que realizava, conseguiu arrecadar o dinheiro suficiente para que a Igreja fosse erguida da forma como imaginou. A seguir depoimentos, histórias, curiosidades e dificuldades enfrentadas por alguns dos ilustres moradores da Vila Santa Isabel. Todos amam o bairro, mas, afirmam que o progresso ficou parado no tempo, ele ainda é apenas um desejo.
O José Carlos Anjos é o atual padre da Paróquia. Ele veio da Paróquia do Parque Santa Maria Madalena.
Atualmente, o bairro luta para ser preservado no mapa da cidade de São Paulo, visto que a especulação imobiliária lhe amputou mais de 70% do território original do bairro: parte foi anexada à Vila Carrão, outra parte à Vila Fernandes, bairro que não existia antes dos anos 1990.
Para homenagear e preservar o nome da Vila Santa Isabel, moradores promoveram um abaixo-assinado pedindo que fosse alterada o nome da estação de Metrô que está sendo construída na divisa do bairro, chamada inicialmente de Guilherme Giorgi. Fato que contou com o apoio de muitos simpatizantes, autoridades e entidades, além da Subprefeitura Aricanduva/Formosa/Carrão, da Paróquia e da Associação Amigos de Vila Santa Isabel. O pedido foi aceito e a estação passará a ser chamada de Santa Isabel. Guilherme Giorgi será o nome da estação seguinte, originalmente denominada de Nova Manchester.